# Кол Сан Мартино (Тревизо)
Кол Сан Мартино је насеље у Италији у округу Тревизо, региону Венето.
Према процени из 2011. у насељу је живело 8425 становника. Насеље се налази на надморској висини од 148 м.